# Berberis asiatica
Berberis asiatica är en berberisväxtart som beskrevs av William Roxburgh och Dc.. Berberis asiatica ingår i släktet berberisar, och familjen berberisväxter. Utöver nominatformen finns också underarten B. a. clarkeana.